# الدغارير
الدغارير قرية سعودية تابعة خدمياً وأمنياً لمحافظة صامطة التي تتبع منطقة جازان الواقعة جنوب السعودية.

## التسمية
الدغارير مفردهم دغريري، والدغريري معرفاً، من دغر وتعني هجم واقتحم من غير تثبت، كما ذكُر في معجم العين - للخليل الفراهيدي (ت 175 هـ)، وكذلك في جل معاجم اللغة.

## الجغرافيا والسكان
من أشهر قرى منطقة جازان بالمملكة العربية السعودية، وتبعد عن مدينة جازان بحوالي 50 كم في الاتجاه الجنوب الشرقي. تقع على الطريق الدولي الذي يربط المملكة العربية السعودية باليمن.
يسكنها حوالي 5000 نسمة، وجميع سكانها ينتمون إلى قبيلة الدغارير.
تشتهر القرية كغيرها من قرى جازان بالزراعة، وموسم الزراعة غالبا ما يكون في نهاية أغسطس وبداية سبتمبر، نظرا لهطول الأمطار الموسمية.

## الخدمات
قرية الدغارير تتبع خدميا وأمنيا لمحافظة صامطة.
تحتوي القرية على مدارس للبنين وللبنات في كل المراحل ابتدائية ومتوسطة وثانوية. ويخدم القرية مركز صحي.
كما يشتغل أغلب سكانها بالتعليم والطب والزراعة والأعمال العسكرية والهندسة، وتشتهر بمرور وادي خلب من اراضيها.